# Mid-Ohio Sports Car Course
Le Mid-Ohio Sports Car Course est un circuit de sports mécaniques situé à Troy Township, à proximité de Lexington (Ohio, États-Unis).
Il accueille, entre autres, des épreuves d'endurance des catégories American Le Mans Series et Grand-Am.

## Historique
Le circuit a été ouvert en 1962 par Les Griebling et plusieurs hommes d'affaires de la région de Mansfield. En 1982, Mid-Ohio a été acheté par Jim Trueman, un pilote de renom et fondateur de Red Roof Inns.

## Lien externe

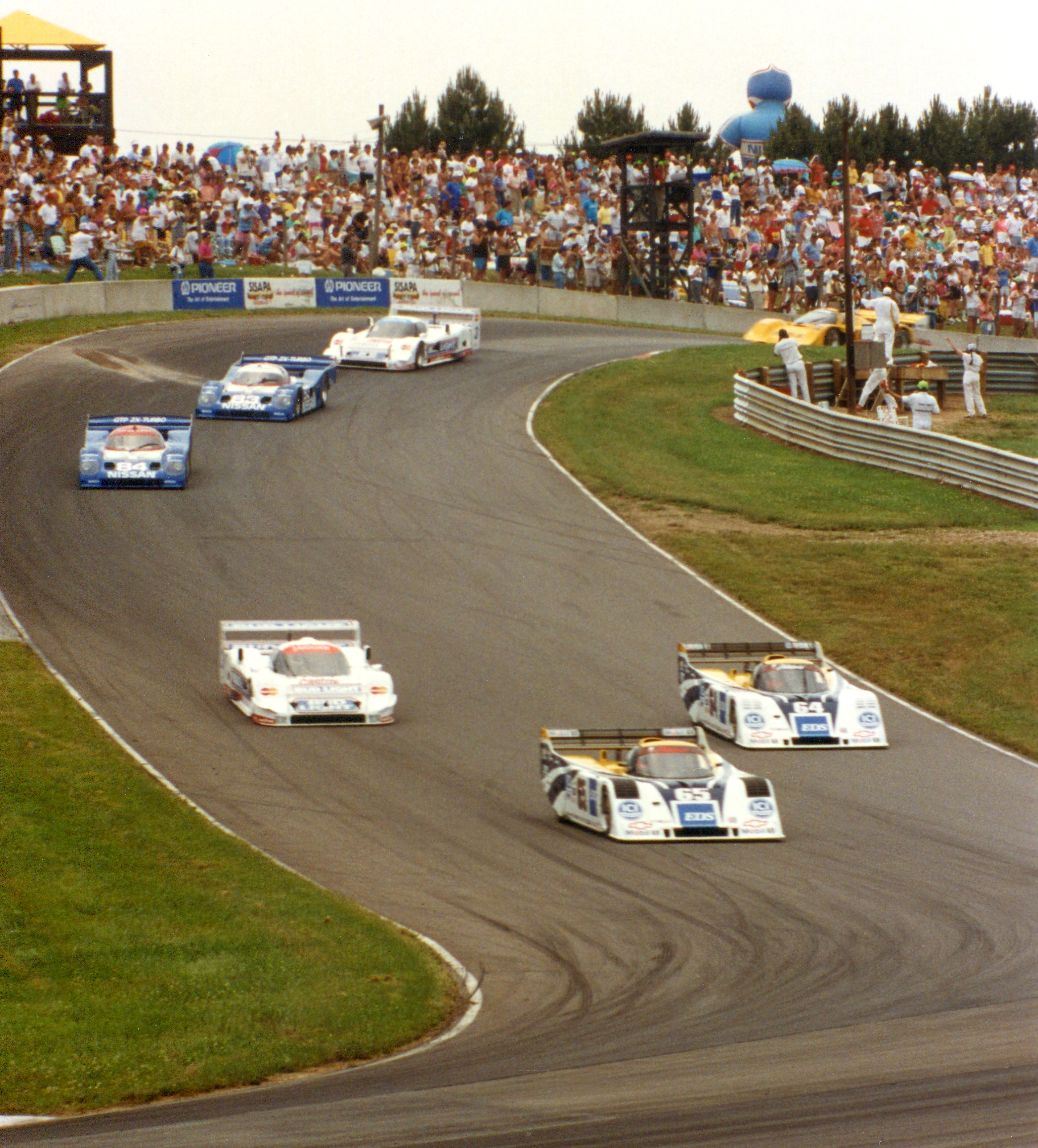
Mid-Ohio 1991